# Rząd Dezső Bánffy

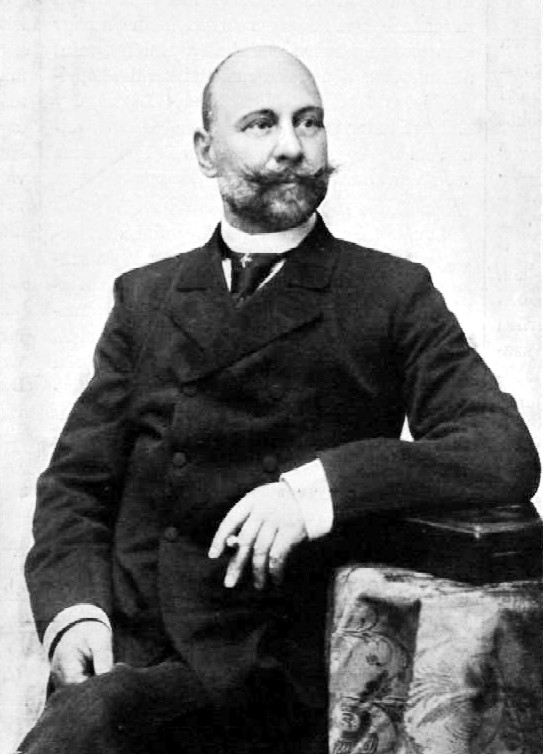
Dezső Bánffy

Rząd Dezső Bánffy – rząd Królestwa Węgier, działający od 15 stycznia 1895 do 26 lutego 1899, pod przewodnictwem premiera Dezső Bánffy.